# Slamet
Slamet je aktivní sopka v centrální části indonéské Jávy a s výškou 3 428 m se jedná o druhou nejvyšší na ostrově. Zároveň patří mezi jedny z nejaktivnějších, jen ve 20. století bylo evidováno zhruba 30 erupcí. Poslední proběhla v září roku 2014. K 18. září 2014 bylo zaznamenáno celkem 42 erupcí. Nejstarší zaznamenaná erupce byla 11. srpna až 12. srpna 1772.
Vrchol obsahuje čtyři krátery seřazené v linii severovýchod–jihozápad. Nejmladší a nejaktivnější z nich leží na západním okraji této linie. Na úbočí hory se nachází více než třicet sypaných kuželů.
Slamet je vyhledávaná mezi horolezci, ačkoliv její zdolání je poměrně obtížné.

## Září 2014
Ve středu 18. září 2014 došlo po čtyřech letech klidu k další erupci hory Slamet. Sopka, která je v klidu od roku 2009, začala znovu vybuchovat koncem srpna 2014, což přimělo úřady zvýšit v oblasti stupeň varování. Přestože erupce nebyla považována za rozsáhlou, byl srovnán se zemí nedaleký les a úřady zablokovaly oblast v okruhu 2,5 míle pro případ zvýšené aktivity. Obyvatelé jinak zůstávali klidní.

## Galerie

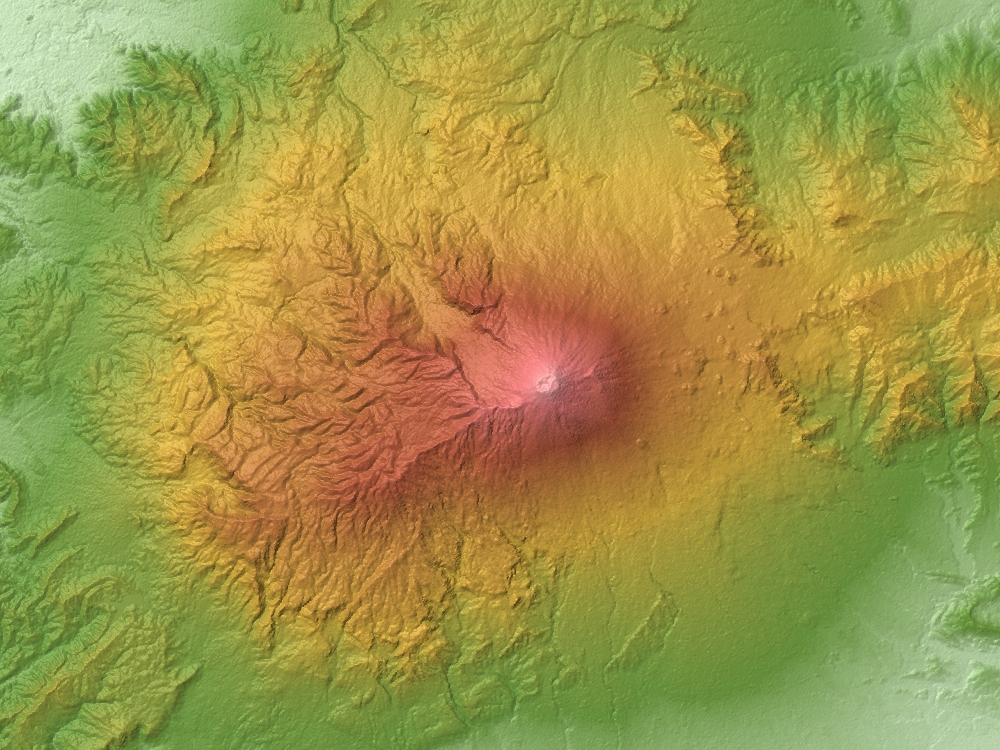
Reliéfní mapa.
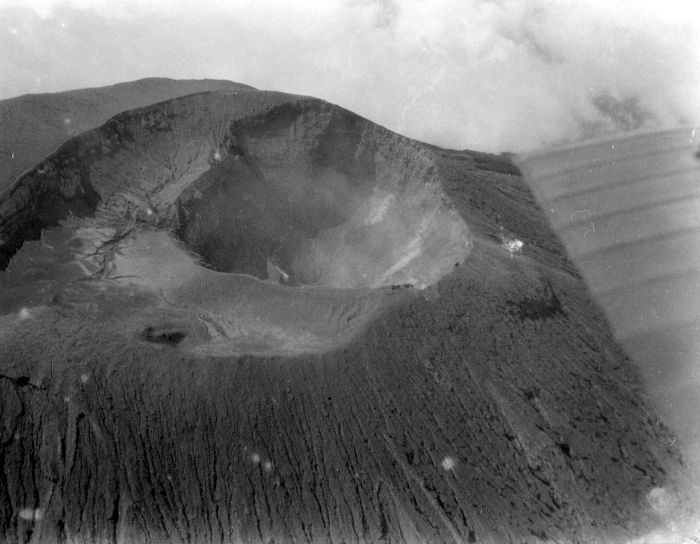
Kráter sopky v roce 1929.